# Pool's Cove
Pool's Cove är en ort i Kanada.   Den ligger i provinsen Newfoundland och Labrador, i den östra delen av landet, 1 600 km öster om huvudstaden Ottawa. Pool's Cove ligger 22 meter över havet och antalet invånare är 182.
Terrängen runt Pool's Cove är kuperad norrut, men söderut är den platt. Havet är nära Pool's Cove åt sydost. Trakten är glest befolkad. Närmaste större samhälle är Belleoram, 18,5 km söder om Pool's Cove. 